# 紐福爾登鎮區 (明尼蘇達州馬歇爾縣)
紐福爾登鎮區（英語：New Folden Township）是位於美國明尼蘇達州馬歇爾縣的一個行政鎮區。

## 地方資料
紐福爾登鎮區的面積為90.60平方千米，皆為陸地。根據2020年美國人口普查的數據，當地共有人口216人，而人口密度為每平方千米2.38人。